# M422 Mighty Mite
Der M422 'Mighty Mite'  war ein besonders leichtgewichtiger, militärischer Geländewagen, der insbesondere für die Luftverlastung konstruiert wurde. Er wurde von 1959 bis 1962 von der American Motors Corporation (AMC) speziell für das United States Marine Corps hergestellt.

## Beschreibung
Obwohl von Anfang an klar war, dass das Fahrzeug nur vom United States Marine Corps verwendet werden sollte, und somit nur vergleichsweise kleine Stückzahlen benötigt wurden, verfügt der M422 über technisch sehr anspruchsvolle Konstruktionsmerkmale und ist mit vielen Innovationen ausgestattet.
Der M422 hat eine nach oben offene türlose Karosserie aus Aluminium, und als erster US-Geländewagen mit einer Einzelradaufhängung (Längslenker mit Blattfederung) an beiden Achsen. Die Windschutzscheibe ist nach vorne abklappbar. Weitere konstruktive Besonderheiten sind die innen an den Differentialen montierten Trommelbremsen, und der von American Motors entwickelte luftgekühlte 1,8-Liter V4-Ottomotor mit Aluminium-Block und einer Leistung von 39 kW (53 PS) sowie ein maximales Drehmoment von 122 Nm. Damit erreichte der M422 eine Höchstgeschwindigkeit von 108 km/h. Ähnlich wie beim M151 MUTT dient das synchronisierte Verteilergetriebe nur zum Zu- bzw. Abschalten des Vorderradantriebs, was auch während der Fahrt möglich ist. Voll ausgerüstet und ohne Fahrer wiegt der M422 770 kg und ist bis heute der leichteste US-Geländewagen. Dennoch ist sein Gewicht 160 kg höher als das des ‚Kübelwagens‘ VW Typ 82 der Wehrmacht.
Der M422 wird standardmäßig als Zweisitzer genutzt. Dank zweier in die Heckklappe integrierter Faltsitze und zweier weiterer Klappsitze auf den hinteren Kotflügeln können bis zu sechs Personen transportiert werden. Das Fahrzeug ist für eine Transportlast von 390 kg im Gelände ausgelegt, 30 kg mehr als bei allen anderen Standard-0,25-Tonnen-Fahrzeuge der USA (sogar der M151 MUTT). Zusätzliche Lasten konnte dieser Geländewagen mit einem speziellen Anhänger transportieren.
Wie bei allen anderen Fahrzeugen des USMC ist beim M422 ab Werk eine Tiefwat-Ausrüstung montiert.

## Geschichte
Die Entwicklungsgeschichte des Mighty Mite reicht zurück bis ins Jahr 1946 als mit der Planung eines neuen Geländewagens für das US-Militär der Nachkriegszeit begonnen wurde. In den 1950er-Jahren baute eine Arbeitsgruppe, der auch vier Bantam-Ingenieure angehörten, auf diesen Planungen auf und entwickelte das Fahrzeug weiter. Der Entwurf, der MARCO MM-100 genannt wurde, war mit einem luftgekühlten Porsche-Motor und einer Einzelradaufhängung ausgestattet.
Auch die Konkurrenz-Firma Willys-Overland reichte mit dem „Bobcat“ oder „Aero Jeep“ einen Prototyp ein, der sich durch eine Vielzahl vom Gleichteilen mit den M38 und M38A1 Jeeps auszeichnete und so Kosten und Logistikaufwand gespart hätte. Dieser Prototyp wurde aber zugunsten des technisch anspruchsvolleren M422 abgewiesen.
1958 überstanden sieben Prototypen äußerst strapaziösen Tests und die ersten 250 Fahrzeuge wurden von American Motors (AMC) angefertigt. Nach Beginn der Massenproduktion im Jahr 1960 stellte AMC bis 1962 3.922 Mighty Mites für das USMC her. Im Lauf der Zeit wurde das Fahrzeug in den Versionen M422, M422A1, and M422A2 gebaut. 
Mit einem Stückpreis von über 5.000 US$ war der M422 ein relativ teures Fahrzeug und bis die Herstellung voll angelaufen war, waren die Militär-Hubschrauber so leistungsfähig geworden, dass das Fahrzeug schnell überflüssig wurde. So wurde der Marine Corps-Hubschrauber Sikorsky H-19 mit seiner Zuladung von 1.200 kg durch den aus dem Vietnamkrieg bekannten UH-1 „Huey“ Hubschrauber ersetzt, der das 1,5-fache Gewicht tragen konnte. Damit erklärt sich auch die geringe Stückzahl und die kurze Produktionszeit des M422 Mighty Mite.